# ヒミツナメクジ
ヒミツナメクジAiteng mysticusは、宮古島で発見された、陸生ウミウシの一種。ヒミツナメクジ科に属することは形態学的に明らかだが、ムシクイヒミツナメクジAiteng aterとは種もしくは属レベルで異なる。Aiteng aterとの近縁性は、ミトコンドリア16S rRNA配列の比較により確認されている。